# 樊獻科
樊獻科（1517年—1578年），字文叔，號斗山，浙江處州府縉雲縣人，民籍，明朝政治人物。

## 生平
嘉靖二十五年（1546年）丙午科浙江鄉試第三十四名舉人。嘉靖二十六年（1547年）中式丁未科會試第十五名，登第三甲第十一名進士。禮部觀政，授行人，二十九年（1550年）九月選授南京福建道監察御史，丁母艱，服闋，复除北江西道、河南道御史，三十四年（1555年）巡按直隸真定等府，三十六年（1557年）巡按福建，三十七年監臨戊午福建鄉試，以父老请告归乡。居一歲，丁父憂，服闋，四十四年（1565年）十一月起升山東按察司副使，不数月，官至广西左参政，以考察解组归。修葺暘谷、白雲諸洞，与方外之人游，饮酒作诗，自称都仙。萬曆六年卒，年六十二。著有《讀史補遺》、《樊公疏議》、《旅游山居吟稿》藏于家。

## 家族
曾祖樊祿，義官；祖父樊鐸；父樊守，號一所，訓導、高密教諭。前母施氏；母王氏。具庆下。兄樊獻忠。弟樊獻壽、樊獻綱。子问智、问孝、问夏、问辯、问达。